# Тажуризина, Зульфия Абдулхаковна
Зульфи́я Абдулха́ковна Тажури́зина (22 июня 1932, Казань, СССР — 10 марта 2022, Москва, Россия) — советский и российский философ и религиовед, специалист в области философии религии, сторонница научного атеизма. Доктор философских наук (1992), профессор (1994). Заслуженный профессор МГУ имени М. В. Ломоносова (2005). Одна из авторов «Философского энциклопедического словаря» и «Атеистического словаря».

## Биография
Родилась в Казани 22 июня 1932 года, однако зарегистрирована была 26 июня в с. Красная Горка Нижегородской области. Происходит из мишарского рода Тажуризиных — «концентрация людей с выдающимися способностями к культурному просвещению народа», куда входили «имамы и педагоги, книгоиздатели и просветители, алимы и философы… на протяжении двухсот лет». Является потомком одновременно «трёх известных семейств — великого просветителя татар Марджани, казанских книгоиздателей Каримовых и сафаджайского домашнего муллы Тажризы Хабибуллина».
В 1955 году окончила философский факультет МГУ имени М. В. Ломоносова, а 1964 году аспирантуру по кафедре истории зарубежной философии.
В 1956—1958 годы — ассистент кафедры общественных наук Горно-Алтайского педагогического института.
В 1958—1965 годы — учитель истории в школе г. Стерлитамака.
С 1965 года работает на кафедре теории и истории атеизма и религии (ныне — кафедра философии религии и религиоведения) отделения философии религии философского факультета МГУ имени М. В. Ломоносова. С 1969 года — доцент, с 1993 года по 2016 год — профессор.
В 1966 году защитила диссертацию на соискание учёной степени кандидата философских наук по теме «Учение Николая Кузанского о бытии и познании».
В 1992 году защитила диссертацию на соискание учёной степени доктора философских наук по теме «Свободомыслие в отношении религии как явление духовной культуры».
В 1994 году присвоено учёное звание профессора.
Подготовила 15 кандидатов наук.
Автор более 60 научных работ.

## Мировоззренческие взгляды
Относит себя «к числу последовательных атеистов», считая, что «атеизм — вовсе не уничтожение храмов и культуры в целом» и если давать определение атеизму самыми простыми словами, то «это признание самодостаточности природы и естественного, человеческого, происхождения религии». Говорит, что «Я сторонник гуманистического марксистского атеизма. Если мне пришлось бы выбирать между циничным, жестоким, аморальным неверующим и высоконравственным верующим — я бы, разумеется, выбрала последнего».
Член Российского гуманистического общества.

## Исследовательская деятельность
В работах З. А. Тажуризиной представлено многоуровневое осмысление свободомыслия по отношению к религии как социокультурного феномена. Установлены основные направления развития и сделана попытка предугадать будущее свободомыслия, включая и атеизма. Также ей исследовался понятийный набор знаний о свободомыслии, делалась попытка понять исторический смысл и содержание тех понятий, которыми оно обозначается в своём действительном проявлении. Ей «определяется роль свободомыслия в освобождении различных форм духовной деятельности общества от религии, в развитии культуры мирных отношений между людьми, в воспитании гражданского и интеллектуального мужества».

### Отзывы
Российский философ, писатель и публицист Д. Е. Галковский приводит слова Тажуризиной, сказанные в 1985 году в ходе обсуждения вышедшего Философского энциклопедического словаря, и даёт им оценку: 
Особенно злобствовали «научные атеисты» Тажуризина и Крывелёв:
Тажуризина: «Исключение из библиографии некоторыми авторами статей словаря работ классиков марксизма … дело не безобидное… В статье „Время искать“ (Правда, 1983, 15 мая) обращено внимание на недопустимость поверхностных, односторонних оценок исторических фактов, общественных процессов и явлений, отхода от чётких классовых оценок при обращении к религиозной проблематике. По-видимому, пора осмыслить причины появления таких тенденций в нашей философской, исторической и художественной литературе»

Философ, культуролог, литературовед, лингвист М. Н. Эпштейн считает, что З. А. Тажуризина 
крупнейший специалист по свободомыслию Средних веков и Возрождения.

Кандидат богословия, доцент и заведующий кафедрой философии ПСТГУ В. П. Лега в своей рецензии на «Религиоведение. Энциклопедический словарь» по поводу статей, написанных З. А. Тажуризиной, отмечает, что 
Например, в статье «Атеизм» З. А. Тажуризина связывает распространение атеизма в Новое время с «прогрессивными сдвигами в обществе», а падение социальной потребности в атеизме в современной России связывается исключительно с нестабильностью и утратой большинством населения надежд на лучшее будущее. В этих словах автора так и просматривается марксистское учение об «опиуме народа». […] Наряду с вполне грамотными и выдержанными статьями Ф. Овсиенко, И. Давыдова, К. Антонова, встречаются и явно идеологически (атеистически) направленные статьи. Особенно отличаются в этом плане статьи З. Тажуризиной. […] Так, в статье «Спиноза» З. Тажуризина справедливо указывает, что голландский философ разделял понятия религии (суеверия) и истинной религии, подвергая критике первую и отстаивая философскую истинность последней. Но в статье приводятся многочисленные аргументы против религии, и очень мало — в пользу истинной религии, так что у читателя может создаться искаженное представление о понимании Спинозой религии. Из статьи этого же автора «Ломоносов» может создаться искаженное представление об этом учёном как о рьяном противнике Церкви.

Религиовед Е. С. Элбакян в передаче Я. Г. Кротова «С христианской точки зрения» на Радио Свобода про статью «Атеизм» сказала, что 
Конечно, статья «Атеизм» присутствует, написана профессором Тажуризиной Зульфией Абдулхаковной. Вполне классическая статья, которая рассказывает, что такое атеизм, как духовное явление, как отрицание Бога и так далее, и историю его, вопросы, в совершенно спокойном тоне она написана.

Протодиакон А. В. Кураев вспоминал: 
В начале 80-х годов студентам кафедры атеизма МГУ проф. Зульфия Тажуризина жаловалась, что неравны силы атеистов и попов в СССР: у нас "Настольная книга атеиста" это только один том, а у попов "Настольная книга священнослужителя" — аж 4 тома! Атеистических лекторов учат между делом в "Ленинском университете миллионов", а каждый поп отучился 8 лет в семинарии-академии! Ну как тут с ними поспоришь!.
Владимир Бибихин вспоминал: "В начале 80-х она многое знала и с горечью говорила мне: вы хотите религии; но ведь, вернув ее, они (!) сделают народ нищим".

## Научные труды

### Монографии
- Тажуризина З. А. Философия Николая Кузанского. / под ред.: В. В. Соколов. М. : Издательство МГУ, 1972. 148 с.
- Тажуризина З. А., Боголюбова Е. В. Буржуазный гуманизм: иллюзии и реальность. М. Знание, 1975.
- Тажуризина З. А. Буржуазный атеизм в прошлом и настоящем. М., 1976.
- Тажуризина З. А. Закономерности развития атеизма. М. Знание, 1978.
- Тажуризина З. А. Актуальные вопросы истории атеизма. М.: Издательство Московского университета, 1979. — 206 с.
- Тажуризина З. А. Творческая сущность атеизма. М. Знание, 1981. — 64 с.
- Никонов К. И., Тажуризина З. А. Критика идеологических основ православного монашества. М. Знание, 1982. 64 с.
- Тажуризина З. А. Атеизм и свободомыслие в духовной жизни русского народа. М. Знание, 1986. 64 с. (Новое в жизни, науке, технике. Сер. «Научный атеизм»; № 9):
- Тажуризина З. А. Идеи свободомыслия в истории культуры. М. Издательство МГУ, 1987. 224 с.
- Тажуризина З. А. Свободомыслие и мир // Воспитать атеиста / под общ. ред. Д. М. Угриновича; сост. Р. Н. Данильченко, З. А. Тажуризина. М., 1988. С. 284—298
- Тажуризина З. А., Савельев В. Н. Атеистическое просвещение молодежи в период перестройки. Центр. Дом науч. атеизма, 1989. 40 с.
- Тажуризина З. А. Понятие атеизма в истории европейской мысли (от античности до Нового времени) // Лекции по религиоведению / под ред. И. Н. Яблокова. М., 1998. С. 67-86.
- Тажуризина З. А. Философия религии Б. Спинозы // Мудрый и вечно молодой Б. Спиноза. М.: Изд-во РАГС, 1999. С. 93-107.
- Никонов К. И., Тажуризина З. А. Протестантизм // История религии. В 2 томах, том 2. М.: Высшая школа, 2004.
- Тажуризина З. А. Философия Николая Кузанского. М. Либроком, 2010
- Тажуризина З. А. Из истории свободомыслия. Очерки разных лет. М.: Академический Проект, 2017.
- Иванеев С. В., Тажуризина З. А. Свободомыслие и атеизм: идеи и лица. — М.: Академический проект, 2018. — 270 с. — (Философские технологии: Избранные философские труды).

### Статьи
- Тажуризина З. А. Мистификация обыденных отношений в суевериях // Конкретно-социологическое изучение состояния религиозности и опыта атеистического воспитания / под ред. И. Д. Панцхава. М., 1969. С. 68-88.
- Тажуризина З. А. Исследование проблем истории атеизма за десять лет в СССР (1967—1977) // Вестник Московского университета. Серия «Философия». — 1977. — № 6.
- Тажуризина З. А. Николай из Кузы // Николай Кузанский. Сочинения в 2-х томах. Т. 1: Перевод / Общ. ред. и вступит. статья З. А. Тажуризиной. — М.: Мысль, 1979. — С. 5—45. — 488 с. — (Философское наследие). — 150 000 экз.
- Тажуризина З. А. Богоборчество как социально-психологическое явление // Актуальные проблемы теории и практики научного атеизма. М.: Издательство МГУ, 1985. С. 71-90.
- Тажуризина З. А. Общение студента и преподавателя: возможности духовного взаимообогащения // Современное студенчество: Актуальные вопросы образования и воспитания: сб. статей. М., 1992.
- Тажуризина З. А. «Я постоянно мыслил ясно и свободно». Людвиг Фейербах. К 200-летию со дня рождения (28.VII.1804 – 13.IX.1872) // Здравый смысл. — 2004. — № 3 (32).
- Тажуризина З. А. Проблемы теории свободомыслия в творчестве Л. Фейербаха // Философия свободомыслия. М.: Изд-во РАГС, 2004. С. 115—138.
- Тажуризина З. А. Социальная потребность в атеизме существует и в наши дни // Марксизм и современность. 2005. № 1-2. С. 116—126.
- Тажуризина З. А. Антирелигиозное движение в СССР (псевдоним — Улина Х. Ш.) // Марксизм и современность. 2005. № 1-2. С. 121—127.
- Тажуризина З. А. И это тоже католицизм // Марксизм и современность. 2005. № 3-4. С.77-81; 2006. № 1-2. С. 71-75.
- Тажуризина З. А. О философии религии и о «незримом теологическом факультете» // Марксизм и современность. 2006. № 3. С. 42-46.
- Тажуризина З. А. Российское свободомыслие конца XIX — начала XX в. // Марксизм и современность. 2009. № 1. С. 61—70.
- Тажуризина З. А. Религия и революционная идеология (к 100-летию выхода в свет работы В. И. Ленина «Материализм и эмпириокритицизм») // Государство, религия, Церковь в России и за рубежом. 2009. № 1. С. 51-72.
- Тажуризина З. А. Творчество Жана-Мари Гюйо в контексте французского свободомыслия второй половины XIX в // Здравый смысл. — 2010. — № 4 (57).
- Тажуризина З. А. Гуманистическое свободомыслие Жана Мари Гюйо // Государство, религия, Церковь в России и за рубежом. 2010. № 3. С. 157—187.
- Тажуризина З. А. Исследование истории атеизма в СССР (20-30-е годы) // Вопросы религии и религиоведения. Кн. 1(I). М., 2010. С. 349—357.
- Тажуризина З. А. Зачем нужно знать историю свободомыслия верующим и неверующим? // Этнодиалоги: научно-информационный альманах. 2011. № 3 (36). С. 366—377
- Тажуризина З. А. Светская культура — основа возрождения России // Здравый смысл. — 2011—2012. — № 4 (61)—1 (62).
- Тажуризина З. А. Традиции русской философии. А. Д. Сухов. Русская философия: характерные признаки и представители, особенности развития // Философские науки. 2013. № 5. С. 152—157.
- Тажуризина З. А. «Атеофобия» в истории христианства и свободомыслия // Вестник Московского университета. Сер. 7. Философия. — 2015. — № 1. — С. 81—95.
- Тажуризина З. А. «Атеофобия» в истории христианства и свободомыслия // Философия и общество. № 1-2 (76). 2015. — С. 140—155.

### Рецензии
- Тажуризина З. А. Четырнадцать веков борьбы свободомыслия против религии (Соколов В. В. Средневековая философия. М.: Высшая школа, 1979. — 447 с.) // Вестник Московского университета. Сер. 7. Философия. 1981. С. 85-88.

## Публицистика
- Тажуризина З. А. Помнить о советском атеизме // Коммунистическая газета «Вестник». — 2005. — № 3.
- Тажуризина З. А. М. В. Ломоносов о науке, религии и церкви // Экономическая и философская газета. — 2011. — № 44.

## Интервью
- Маркус С. В., Шмидт В. В. О Рае На Земле: Интервью с Профессором З. А. Тажуризиной // Евразия. Духовные традиции народов. — М.: Российский православный университет — Институт св. Иоанна Богослова (факультет религиоведения,  этнокультурологии и регионалистики), 2012. — № 2. — С. 182—192. — ISSN 2227-878. (копия)